# Okręg wyborczy nr 31 do Senatu Rzeczypospolitej Polskiej
Okręg wyborczy nr 31 do Senatu Rzeczypospolitej Polskiej obejmuje obszar powiatów krakowskiego, miechowskiego i olkuskiego (województwo małopolskie). Wybierany jest w nim 1 senator na zasadzie większości względnej.
Utworzony został w 2011 na podstawie Kodeksu wyborczego. Po raz pierwszy zorganizowano w nim wybory 9 października 2011. Wcześniej obszar okręgu nr 31 należał do okręgu nr 12.
Siedzibą okręgowej komisji wyborczej jest Kraków.

## Reprezentanci okręgu
| Rok  | Rok       | Senator    | Komitet wyborczy       |
| ---- | --------- | ---------- | ---------------------- |
|      | 2011      | Bogdan Pęk | Prawo i Sprawiedliwość |
| 2015 | Marek Pęk |            | Prawo i Sprawiedliwość |
| 2019 | Marek Pęk |            | Prawo i Sprawiedliwość |
| 2023 | Marek Pęk |            | Prawo i Sprawiedliwość |

## Wyniki wyborów

### Wybory parlamentarne 2011
| Kandydat                                                                                      | Kandydat         | Komitet wyborczy                           | Głosów | Głosów | Głosów |
| Kandydat                                                                                      | Kandydat         | Komitet wyborczy                           | Liczba | %      | +/–    |
| --------------------------------------------------------------------------------------------- | ---------------- | ------------------------------------------ | ------ | ------ | ------ |
|                                                                                               | Bogdan Pęk       | Prawo i Sprawiedliwość                     | 49 885 | 31,64  | –      |
|                                                                                               | Kazimierz Czekaj | Platforma Obywatelska RP                   | 47 878 | 30,37  | –      |
|                                                                                               | Jacek Soska      | Polskie Stronnictwo Ludowe                 | 26 404 | 16,75  | –      |
|                                                                                               | Grażyna Gaj      | Sojusz Lewicy Demokratycznej               | 19 117 | 12,13  | –      |
|                                                                                               | Jerzy Batko      | KWW Unia Prezydentów – Obywatele do Senatu | 14 380 | 9,12   | –      |
| Frekwencja: 48,08% Liczba głosów ważnych: 157 664 (96,86%) Źródło: Państwowa Komisja Wyborcza |                  |                                            |        |        |        |

### Wybory parlamentarne 2015
| Kandydat                                                                                      | Kandydat            | Komitet wyborczy                          | Głosów | Głosów | Głosów |
| Kandydat                                                                                      | Kandydat            | Komitet wyborczy                          | Liczba | %      | +/–    |
| --------------------------------------------------------------------------------------------- | ------------------- | ----------------------------------------- | ------ | ------ | ------ |
|                                                                                               | Marek Pęk           | Prawo i Sprawiedliwość                    | 85 793 | 49,90  | +18,26 |
|                                                                                               | Artur Baranowski    | Platforma Obywatelska RP                  | 47 467 | 27,61  | –4,03  |
|                                                                                               | Leszek Pawłowicz    | KWW Łukasza Gibały „Niezależni do Senatu” | 22 174 | 12,90  | –      |
|                                                                                               | Włodzimierz Okrajek | Polskie Stronnictwo Ludowe                | 16 505 | 9,60   | –7,15  |
| Frekwencja: 52,93% Liczba głosów ważnych: 171 939 (94,28%) Źródło: Państwowa Komisja Wyborcza |                     |                                           |        |        |        |

### Wybory parlamentarne 2019
| Kandydat                                                                                      | Kandydat       | Komitet wyborczy             | Głosów  | Głosów | Głosów |
| Kandydat                                                                                      | Kandydat       | Komitet wyborczy             | Liczba  | %      | +/–    |
| --------------------------------------------------------------------------------------------- | -------------- | ---------------------------- | ------- | ------ | ------ |
|                                                                                               | Marek Pęk ●    | Prawo i Sprawiedliwość       | 122 468 | 57,35  | +7,45  |
|                                                                                               | Janusz Bargieł | Sojusz Lewicy Demokratycznej | 91 089  | 42,65  | –      |
| Frekwencja: 63,94% Liczba głosów ważnych: 213 557 (96,51%) Źródło: Państwowa Komisja Wyborcza |                |                              |         |        |        |

### Wybory parlamentarne 2023
| Kandydat                                                                                      | Kandydat           | Komitet wyborczy                           | Głosów  | Głosów | Głosów |
| Kandydat                                                                                      | Kandydat           | Komitet wyborczy                           | Liczba  | %      | +/–    |
| --------------------------------------------------------------------------------------------- | ------------------ | ------------------------------------------ | ------- | ------ | ------ |
|                                                                                               | Marek Pęk ●        | Prawo i Sprawiedliwość                     | 112 571 | 43,93  | –13,42 |
|                                                                                               | Grzegorz Małodobry | KKW Koalicja Obywatelska PO .N iPL Zieloni | 107 235 | 41,85  | –      |
|                                                                                               | Wiesław Bator      | Wolni i Solidarni                          | 20 063  | 7,83   | –      |
|                                                                                               | Wojciech Ozdoba    | Nowa Demokracja – Tak                      | 16 357  | 6,38   | –      |
| Frekwencja: 76,56% Liczba głosów ważnych: 256 226 (97,33%) Źródło: Państwowa Komisja Wyborcza |                    |                                            |         |        |        |